# Hemistych
Hemistych, także półwiersz (gr. hemi ‘pół’ i stíchos ‘wers’) – fragment wersu.
W metryce antycznej pojęcie definiujące fragment wersu wyznaczony przez cezurę, która przecina stopę wierszową. 
W poezji nowożytnej określa się w ten sposób połowę wersu wyodrębnioną przez średniówkę. Wers podzielony średniówką składa się z dwóch hemistychów, najczęściej równej długości, zwanych także członem przedśredniówkowym i członem pośredniówkowym.
Wyraźny podział na hemistychy występował w aliterowanym wierszu staroangielskim. Także w wierszach starogermańskich często jedno (lub dwa słowa) z pierwszego półwiersza aliterowało z jednym słowem z drugiego półwiersza. Oba hemistychy miały po dwa akcenty.